# Olympische Sommerspiele 1968/Teilnehmer (Kuba)
| Gelbes Symbol für Goldmedaillen mit stilisierten Olympischen Ringen | Graues Symbol für Silbermedaillen mit stilisierten Olympischen Ringen | Braundes Symbol für Bronzemedaillen mit stilisierten Olympischen Ringen |
| ------------------------------------------------------------------- | --------------------------------------------------------------------- | ----------------------------------------------------------------------- |
| —                                                                   | 4                                                                     | —                                                                       |

Kuba nahm an den Olympischen Sommerspielen 1968 in Mexiko-Stadt mit einer Delegation von 115 Athleten (101 Männer und 14 Frauen) an 78 Wettkämpfen in 13 Sportarten teil.
Die kubanischen Sportler gewannen vier Silbermedaillen. Fahnenträger bei der Eröffnungsfeier war der Turner Héctor Ramírez.

## Teilnehmer nach Sportarten

### Basketball
- 11. Platz
Carlos del Pozo
Cesar Valdes
Conrado Pérez
Franklin Standard
Inocente Cuesta
Jacinto González
Miguel Calderón
Miguel Montalvo
Pablo García
Pedro Chappé
Rafael Cañizares
Ruperto Herrera Tabio

### Boxen
- Rafael Carbonell
Halbfliegengewicht: im Achtelfinale ausgeschieden

- Orlando Martínez
Fliegengewicht: in der 1. Runde ausgeschieden

- Fermín Espinosa
Bantamgewicht: in der 1. Runde ausgeschieden

- Francisco Oduardo
Federgewicht: in der 1. Runde ausgeschieden

- Roberto Caminero
Leichtgewicht: in der 1. Runde ausgeschieden

- Enrique Regüeiferos
Halbweltergewicht: Silber

- Andrés Molina
Weltergewicht: in der 1. Runde ausgeschieden

- Rolando Garbey
Halbmittelgewicht: Silber

- Raúl Marrero
Mittelgewicht: im Achtelfinale ausgeschieden

- Gregorio Aldama
Halbschwergewicht: im Achtelfinale ausgeschieden

- Nancio Carrillo
Schwergewicht: im Achtelfinale ausgeschieden

### Fechten
- Dagoberto Borges
Florett: im Viertelfinale ausgeschieden

- Jesús Gil
Florett: im Viertelfinale ausgeschieden

- Orlando Ruíz
Florett: im Viertelfinale ausgeschieden
Degen Mannschaft: in der 1. Runde ausgeschieden

- Eduardo Jhons
Florett Mannschaft: im Viertelfinale ausgeschieden

- Gustavo Oliveros
Degen: im Viertelfinale ausgeschieden
Degen Mannschaft: in der 1. Runde ausgeschieden

- José Antonio Díaz
Degen: in der 1. Runde ausgeschieden
Degen Mannschaft: in der 1. Runde ausgeschieden

- Manuel González Gutierrez
Degen: in der 1. Runde ausgeschieden
Degen Mannschaft: in der 1. Runde ausgeschieden

- Félix Delgado
Säbel: in der 1. Runde ausgeschieden
Säbel Mannschaft: in der 1. Runde ausgeschieden

- Manuel Ortiz
Säbel: in der 1. Runde ausgeschieden
Säbel Mannschaft: in der 1. Runde ausgeschieden

- José Narciso Díaz
Säbel: in der 1. Runde ausgeschieden
Säbel Mannschaft: in der 1. Runde ausgeschieden

- Joaquin Tack-Fang
Säbel Mannschaft: in der 1. Runde ausgeschieden

Frauen
- Milady Tack-Fang
Florett: im Viertelfinale ausgeschieden

- Margarita Rodríguez
Florett: in der 1. Runde ausgeschieden

### Gewichtheben
- René Gómez
Mittelgewicht: 12. Platz

- Abel López
Mittelgewicht: 15. Platz

- Juan Curbelo
Halbschwergewicht: 13. Platz

- Andrés Martínez
Mittelschwergewicht: 16. Platz

- Juan Benavides Janjaque
Mittelschwergewicht: Wettkampf nicht beendet

### Leichtathletik
Männer
- Pablo Montes
100 m: 4. Platz
4-mal-100-Meter-Staffel: Silber

- Enrique Figuerola
100 m: im Halbfinale ausgeschieden
4-mal-100-Meter-Staffel: Silber

- Hermes Ramírez
100 m: im Halbfinale ausgeschieden

- Rodobaldo Díaz
400 m: im Viertelfinale ausgeschieden
4-mal-400-Meter-Staffel: im Vorlauf ausgeschieden

- Eddy Téllez
400 m: im Vorlauf ausgeschieden
4-mal-400-Meter-Staffel: im Vorlauf ausgeschieden

- Carlos Martínez
400 m: im Vorlauf ausgeschieden
4-mal-400-Meter-Staffel: im Vorlauf ausgeschieden

- Juan Morales
110 m Hürden: im Halbfinale ausgeschieden
4-mal-100-Meter-Staffel: Silber

- Miguel Olivera
400 m Hürden: im Vorlauf ausgeschieden
4-mal-400-Meter-Staffel: im Vorlauf ausgeschieden

- Juan García
400 m Hürden: im Vorlauf ausgeschieden

- Hermes Ramírez
4-mal-100-Meter-Staffel: Silber

- Euclides Calzado
20 km Gehen: 27. Platz

- Modesto Mederos
Diskuswurf: 23. Platz

- Aurelio Janet
Speerwurf: 11. Platz

Frauen
- Miguelina Cobián
100 m: 8. Platz
200 m: im Halbfinale ausgeschieden
4-mal-100-Meter-Staffel: Silber

- Fulgencia Romay
100 m: im Halbfinale ausgeschieden
200 m: im Vorlauf ausgeschieden
4-mal-100-Meter-Staffel: Silber

- Violeta Quesada
100 m: im Viertelfinale ausgeschieden
4-mal-100-Meter-Staffel: Silber

- Aurelia Pentón
400 m: 5. Platz

- Marlene Elejarde
80 m Hürden: im Vorlauf ausgeschieden
4-mal-100-Meter-Staffel: Silber

- Marcia Garbey
Weitsprung: 17. Platz

### Radsport
- Sergio Martínez
Straßenrennen: Rennen nicht beendet
Bahn Mannschaftsverfolgung 4000 m: in der 1. Runde ausgeschieden

- Roberto Menéndez
Straßenrennen: Rennen nicht beendet
Bahn Mannschaftsverfolgung 4000 m: in der 1. Runde ausgeschieden

- Ulises Váldez
Straßenrennen: Rennen nicht beendet
Bahn Tandem: in der 2. Runde ausgeschieden

- Raúl Marcelo Vázquez
Straßenrennen: Rennen nicht beendet
Bahn Sprint: in der 2. Runde ausgeschieden
Bahn 1000 m Zeitfahren: 24. Platz
Bahn Mannschaftsverfolgung 4000 m: in der 1. Runde ausgeschieden

- Juan Reyes
Bahn Sprint: in der 2. Runde ausgeschieden
Bahn Tandem: in der 2. Runde ausgeschieden

- Inocente Lizano
Bahn Einerverfolgung 4000 m: Rennen nicht beendet
Bahn Mannschaftsverfolgung 4000 m: in der 1. Runde ausgeschieden

### Ringen
- José Ramos
Federgewicht, Freistil: in der 3. Runde ausgeschieden

- Francisco Lebeque
Leichtgewicht, Freistil: in der 4. Runde ausgeschieden

- Lupe Lara
Mittelgewicht, Freistil: in der 4. Runde ausgeschieden

### Rudern
- Heriberto Martínez
Einer: im Viertelfinale ausgeschieden

- Eralio Cabrera
Zweier ohne Steuermann: im Viertelfinale ausgeschieden

- Norge Marrero
Zweier ohne Steuermann: im Viertelfinale ausgeschieden

- Mario Tabio
Zweier mit Steuermann: 10. Platz

- Teófilo López
Zweier mit Steuermann: 10. Platz

- Jesús Rosello
Zweier mit Steuermann: 10. Platz

- Ramón Luperón
Vierer mit Steuermann: 11. Platz

- Santiago Cuesta
Vierer mit Steuermann: 11. Platz

- Jorge López
Vierer mit Steuermann: 11. Platz

- Lázaro Rivero
Vierer mit Steuermann: 11. Platz

- Roberto Ojeda
Vierer mit Steuermann: 11. Platz

### Schießen
- Nelson Oñate
Freie Pistole 50 m: 7. Platz

- Arturo Costa
Freie Pistole 50 m: 46. Platz

- Raúl Llanos
Kleinkalibergewehr Dreistellungskampf 50 m: 16. Platz

- Sergio Álvarez Aguilera
Kleinkalibergewehr Dreistellungskampf 50 m: 43. Platz

- Silvio Delgado
Kleinkalibergewehr liegend 50 m: 11. Platz

- Enrique Guedes
Kleinkalibergewehr liegend 50 m: 61. Platz

- Ignacio Huguet
Skeet: 29. Platz

- Delfin Gómez
Skeet: 30. Platz

### Schwimmen
Männer
- Gregorio Fiallo
100 m Freistil: im Vorlauf ausgeschieden
200 m Freistil: im Vorlauf ausgeschieden
400 m Freistil: im Vorlauf ausgeschieden

- José Martínez
100 m Freistil: im Vorlauf ausgeschieden
200 m Freistil: im Vorlauf ausgeschieden
200 m Lagen: im Vorlauf ausgeschieden
400 m Lagen: im Vorlauf ausgeschieden

- Eliseo Vidal
100 m Rücken: im Vorlauf ausgeschieden
200 m Rücken: im Vorlauf ausgeschieden

### Turnen
Männer
- Jorge Rodríguez
Einzelmehrkampf: 86. Platz
Boden: 28. Platz
Pferdsprung: 63. Platz
Barren: 98. Platz
Reck: 71. Platz
Ringe: 82. Platz
Seitpferd: 99. Platz
Mannschaftsmehrkampf: 15. Platz

- Octavio Suárez
Einzelmehrkampf: 92. Platz
Boden: 91. Platz
Pferdsprung: 96. Platz
Barren: 95. Platz
Reck: 104. Platz
Ringe: 63. Platz
Seitpferd: 58. Platz
Mannschaftsmehrkampf: 15. Platz

- Roberto Pumpido
Einzelmehrkampf: 95. Platz
Boden: 55. Platz
Pferdsprung: 87. Platz
Barren: 83. Platz
Reck: 92. Platz
Ringe: 100. Platz
Seitpferd: 105. Platz
Mannschaftsmehrkampf: 15. Platz

- Luis Ramírez
Einzelmehrkampf: 100. Platz
Boden: 78. Platz
Pferdsprung: 99. Platz
Barren: 95. Platz
Reck: 101. Platz
Ringe: 74. Platz
Seitpferd: 107. Platz
Mannschaftsmehrkampf: 15. Platz

- Luis Navarrete
Einzelmehrkampf: 108. Platz
Boden: 106. Platz
Pferdsprung: 94. Platz
Barren: 110. Platz
Reck: 111. Platz
Ringe: 113. Platz
Seitpferd: 98. Platz
Mannschaftsmehrkampf: 15. Platz

- Héctor Ramírez
Einzelmehrkampf: 111. Platz
Boden: 115. Platz
Pferdsprung: 87. Platz
Barren: 107. Platz
Reck: 61. Platz
Ringe: 97. Platz
Seitpferd: 109. Platz
Mannschaftsmehrkampf: 15. Platz

Frauen
- Miriam Villacián
Einzelmehrkampf: 72. Platz
Boden: 87. Platz
Pferdsprung: 83. Platz
Stufenbarren: 55. Platz
Schwebebalken: 72. Platz
Mannschaftsmehrkampf: 13. Platz

- Zulema Bregado
Einzelmehrkampf: 73. Platz
Boden: 40. Platz
Pferdsprung: 93. Platz
Stufenbarren: 61. Platz
Schwebebalken: 62. Platz
Mannschaftsmehrkampf: 13. Platz

- Nancy Aldama
Einzelmehrkampf: 83. Platz
Boden: 74. Platz
Pferdsprung: 89. Platz
Stufenbarren: 84. Platz
Schwebebalken: 52. Platz
Mannschaftsmehrkampf: 13. Platz

- Suzette Blanco
Einzelmehrkampf: 91. Platz
Boden: 88. Platz
Pferdsprung: 87. Platz
Stufenbarren: 97. Platz
Schwebebalken: 70. Platz
Mannschaftsmehrkampf: 13. Platz

- Nereida Bauta
Einzelmehrkampf: 91. Platz
Boden: 74. Platz
Pferdsprung: 87. Platz
Stufenbarren: 98. Platz
Schwebebalken: 79. Platz
Mannschaftsmehrkampf: 13. Platz

- Yolanda Vega
Einzelmehrkampf: 96. Platz
Boden: 96. Platz
Pferdsprung: 91. Platz
Stufenbarren: 93. Platz
Schwebebalken: 95. Platz
Mannschaftsmehrkampf: 13. Platz

### Wasserball
- 8. Platz
Oscar Periche
Waldimiro Arcos
Miguel García
Rolando Valdés
Rubén Junco
Guillermo Martínez Ginoris
Chepe Rodríguez
Osvaldo García
Roberto Rodríguez
Guillermo Cañete
Jesús Pérez

### Wasserspringen
Männer
- Alberto Moreno
3 m Kunstspringen: 23. Platz
10 m Turmspringen: 30. Platz

- José Luis Ponce
3 m Kunstspringen: 26. Platz
10 m Turmspringen: 29. Platz